# Slavko Hiti
Slavko (Stanislav) Hiti, slovenski baletni plesalec, pedagog in koreograf, * 29. junij 1922, Ljubljana, † 17. april 1975, Koper.
Po končani osnovni šoli se je šel učit za avtomehanika, vendar pri tem delu ni vzdržal. Pritegnilo ga je gledališče. Spoznal se je s plesalcem in koreografom Maksom Kirbosom, ki ga je kot izrednega dijaka vzel za člana baletnega ansambla ljubljanske Opere. Privatno pa se je šolal še pri Petru Gresserovu. Med 2. svetovno vojno je bil interniran v Trevisu in taborišču Gonars. Po vojni se je v Solkanu poročil z Vuko Kumer, se naselil v Portorožu in 1951 preselil v Koper. Tu je do smrti vodil baletno šolo, v kateri sta z ženo v naslednjih 20-tih letih postavila na oder več kot 60 baletnih predstav, katere sta večinoma sama koreografirala. Organiziral je več kot 180 gostovanj v slovenski in hrvaški Istri, pa tudi v Ljubljani, Mariboru, Zagrebu in Trstu. Večina baletnih del so bile miniature. Poleg baleta v Kopru je vodil baletne skupine še v Izoli in Piranu.